# Кашока
Кашока (рум. Cașoca) — село у повіті Бузеу в Румунії. Входить до складу комуни Сіріу.
Село розташоване на відстані 116 км на північ від Бухареста, 57 км на північний захід від Бузеу, 138 км на захід від Галаца, 53 км на схід від Брашова.

## Населення
За даними перепису населення 2002 року у селі проживали 683 особи, з них 682 особи (99,9%) румунів. Рідною мовою 682 особи (99,9%) назвали румунську.